# سفر التكوين السري

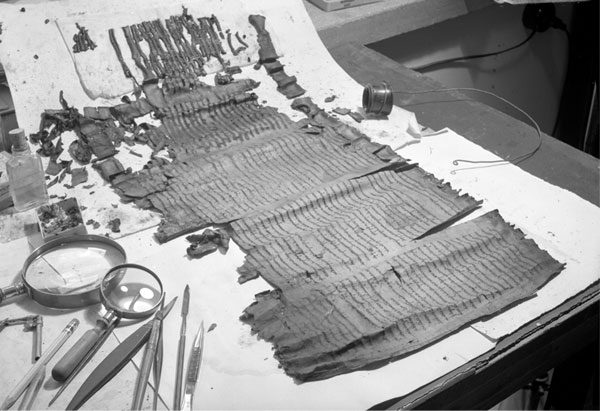
سفر التكوين السري

مخطوطة سفر التكوين السري أو أبوكريفون التكوين ذات الترميز (1QapGen)، والمعروفة أيضًا باسم قصص الآباء المؤسسين أو أبوكاليبس لامك هي واحدة من مخطوطات البحر الميت السبع الأصلية التي اكتشفها رعاة بدو سنة 1946م بالقرب من خربة قمران شمال غرب البحر الميت. كُتب هذا المخطوط باللغة الآرامية، وهو يتكون من أربع صفائح من الجلد. غير أن هذا المخطوط أسوأ المخطوطات السبعة المكتشفة وقتئذ حالةً. تسجل المخطوطة محادثة زائفة بين الشخصية التوراتية لامك بن متوشلخ وابنه نوح، بالإضافة إلى روايات يتحدث فيها أو يرويها إبراهيم، وهو أحد النصوص غير الكتابية التي وجدت في قمران. يعتقد أن هذا المخطوط كُتب في الفترة من القرن الثالث قبل الميلاد وحتى القرن الأول الميلادي، وفق الفحص الذي تم على المخطوط وفق قواعد علم الكتابات القديمة، وباستخدام كربون-14 لتأريخه. يبلغ طول المخطوط 13 بوصة، وعرضه 2.75 بوصة عند أوسع نقطة في المنتصف.